# Macrochelys
Macrochelys es un género de quelonios criptodiros de la familia de los quelídridos oriunda de América del Norte. Considerado un género monoespecífico hasta 2014 cuando nuevos estudios determinaron la existencia de dos nuevas especies. Howard Hutchison en 2008 consideró el género fósil Chelydrops como un sinónimo más moderno de Macrochelys y trasladó su especie tipo Chelydrops stricta. El género data del Mioceno de Nebraska (a principios de Barstoviense).

## Especies
Se conocen tres especies vivientes y dos fósiles:
- Macrochelys apalachicolae Thomas et al., 2014
- Macrochelys auffenbergi Dobie 1968 – † Plioceno de Florida.
- Macrochelys schmidti Zangerl 1945 – † Mioceno de Nebraska
- Macrochelys suwanniensis Thomas et al., 2014
- Macrochelys temminckii (Troost, 1835)